# نيلسون مورا
نيلسون مورا (بالإسبانية: Nelson Mora) هو سباح فنزويلي، ولد في 6 فبراير 1976 في كاراكاس في فنزويلا.

## وصلات خارجية
- نيلسون مورا على موقع الاتحاد الدولي للسباحة (الإنجليزية)
- نيلسون مورا على موقع أوليمبيديا (الإنجليزية)